# Krispol
KRISPOL – polskie przedsiębiorstwo specjalizujące się w produkcji bram garażowych, drzwi, okien oraz w stolarce aluminiowej i automatyce.
Przedsiębiorstwo zostało założone w 1997 roku. Siedziba firmy i kompleks produkcyjny znajduje się we Wrześni, na terenie wałbrzyskiej strefy ekonomicznej. Firma zatrudnia blisko 500 pracowników.

## Historia
- 1997 – powstanie przedsiębiorstwa we Wrześni przy ulicy Wrocławskiej; produkcja rolet zewnętrznych i bram garażowych
- 1999 – początek pierwszego z czterech etapów budowy Zakładu przy ulicy Budowlanej 1 w Psarach Małych, gmina Września; powstanie hurtowni elementów do produkcji rolet
- 2003 – zmiana osobowości prawnej firmy na spółkę KRISPOL Sp. z o.o.; spółka po raz pierwszy zaprezentowała nowego logo[2]
- 2005-2006 – uzyskanie prawa do znakowania bram segmentowych i rolet zewnętrznych znakiem CE
- 2007 – KRISPOL Sp. z o.o. sponsorem tytularnym III ligowego klubu siatkarskiego Krispol Września[3]
- 2009-2011 – budowa fabryki i biurowca we Wrześni przy ulicy Michała Strzykały 4; uruchomienie linii do produkcji bram garażowych i przemysłowych, bram i krat rolowanych, rozbudowa oferty automatyki do obsługi bram, krat i rolet[4]
- 2010 – prezentacja produktów na Targach Fensterbau Frontale w Norymberdze[5]
- 2012 – prezentacja nowego wizerunku i systemu identyfikacji wizualnej podczas prestiżowych międzynarodowych Targów R+T w Stuttgarcie[6]
- 2014 – przedsiębiorstwo jako pierwsze w Polsce wprowadza na produkcję oprogramowanie CANTOR.
- 2014 – prezentacja produktów na Targach BUDMA[7]
- 2015 – rozbudowa sieci handlowej w oparciu o salony firmowe i ekspozycje partnerskie; organizacja programów partnerskich oraz konferencji salonów KRISPOL
- 2016 – zwiększenie potencjału produkcyjnego; oddanie do użytku kolejnej hali przeznaczonej do produkcji bram garażowych. Firma zainwestowała w kolejne centra obróbcze CNC, co pozwoliło zwiększyć przepustowość linii produkcyjnej wyrobów segmentowych. Uruchomiona została także druga kabina lakiernicza.
- 2016 – Łukasz Piszczek został Ambasadorem marki KRISPOL. Od 2016 roku, Łukasz Piszczek wspiera długofalową kampanię promocyjną prowadzoną pod hasłem „KRISPOL – Gwarancja Spokoju”.
- 2017 – KRISPOL otrzymał tytuł Solidny Pracodawca Roku[8]
- 2018 – otwarcie Sieci Salonów KRISHOME oferującej komplet stolarki marki KRISPOL; firma przedstawia swój pomysł na biznes podczas Międzynarodowych Targów Budownictwa i Architektury BUDMA 2018[9]
- 2018 – prezentacja serii nowości przemysłowych z zakresu bram i krat na Targach R+T w Stuttgarcie[10]
- 2019 – podjęcie współpracy z firmą Aluprof[11][12][13]
- 2019 – udostępnienie eSklepu do zamawiania bram przez Partnerów Handlowych[14]
- 2019 – uruchomienie Akademii szkoleniowej w Fuldzie[15]
- 2019 – prezentacja produktów firmy podczas Wystawy Innowacji na targach dla architektów Warsaw Home[16][17]
- 2019 – KRISPOL otrzymał tytuł „Friendly Workplace”[18][19]
- 2019 – uruchomienie Akademii eksperta KRISPOL; inwestycja w rozwój kompetencji Partnerów Handlowych[20][21]
- 2019 – Akademia eksperta wspiera rozwój zawodu montera stolarki budowlanej, prowadzi szkolenia dla nauczycieli zawodu wraz z Polskim Związkiem Okien i Drzwi POiD[22]
- 2021 – wprowadzenie do oferty automatyki STARCUS 3. Generacji oraz aplikacji myKRISPOL do zarządzania bramami, roletami i żaluzjami z poziomu smartfonu[23][24]
- 2021 – produkty KRISPOL na liście Zielonych Urządzeń i Materiałów kwalifikujących się do programu Czyste Powietrze i ulgi termomodernizacyjnej[25]
- 2021 – Zarząd Polskiego Związku Okien i Drzwi POiD przyznał KRISPOL wyróżnienie Orła Polskiej Stolarki dla najbardziej aktywnych firm w branży[26]
- 2024 – KRISPOL w Polsce staje się KRISHOME i wprowadza własną markę stolarki dla domu[27]

## Sport i działania prospołeczne
KRISPOL jest wieloletnim sponsorem drużyny żużlowej KS Toruń, Polskiej Ligi Siatkówki oraz lokalnej I-ligowej drużyny siatkarskiej Krispol Września.
Ponadto angażuje się w projekty pomocowe m.in. SOS Wioski Dziecięce, Fundacja Kasisi, Szlachetna Paczka, WOŚP, a także liczne, lokalne inicjatywy i akcje charytatywne. KRISPOL dołączył również do grona „Przyjaciół UNICEF”.

## Ambasador
Od Mistrzostw Europy w Piłce Nożnej 2016 ambasadorem marki KRISPOL jest Łukasz Piszczek.

## Wybrane nagrody i wyróżnienia
- Budowlana Marka Roku 2022[33]
- Diamenty Forbesa 2022[34][35]
- TOPBuilder 2022 – w kategorii produkt, za Sieć Salonów KRISHOME[36]
- Orzeł Polskiej Stolarki 2021[26]
- Konsumencki Lider Jakości 2021[37]
- Laur Klienta 2019, 2020, 2021[38]
- Izydory 2020 – KRISPOL z tytułem Firmy Przyjaznej dla Rolnika[39]
- Złoty Medal Międzynarodowych Targów Poznańskich 2018 – innowacyjny koncept Sieci Salonów KRISHOME (Targi BUMDA 2018)[9]
- Złote Godło Jakości Quality International 2018 – QI Services usługi najwyższej jakości; kompleksowa usługa zakupu, montażu i serwisu stolarki KRISPOL w Sieci Salonów KRISHOME